# Rossini Opera Festival
Il Rossini Opera Festival, comunemente indicato con la sigla R.O.F., è un festival musicale lirico che dal 1980 si tiene annualmente ad agosto a Pesaro, città natale di Gioachino Rossini.
È anche il nome della Fondazione costituita nel 1994 per appoggiare la Fondazione Rossini nell'attività di recupero teatrale, musicologico ed editoriale della produzione rossiniana.
Il Rossini Opera Festival (membro dell'Associazione europea dei festival) era gestito in principio direttamente dal comune di Pesaro; si è trasformato nel 1985 in ente autonomo. È promosso dal Comune di Pesaro, dalla Provincia di Pesaro e Urbino, dalla Fondazione Cassa di Risparmio di Pesaro, dalla Banca dell'Adriatico e dalla Fondazione Scavolini.
Il 13 agosto 1993 il parlamento italiano ha approvato all'unanimità la legge speciale n. 319 che regola il supporto da parte del Ministero dei Beni Culturali al Rossini Opera Festival, riconoscendo allo stesso la qualifica di ente preposto al recupero e alla rivitalizzazione delle opere di Gioachino Rossini, parte integrante del patrimonio culturale italiano.
Il Rossini Opera Festival ha contribuito, nel corso della sua attività, ad una sostanziale rilettura filologica di molte delle opere di Rossini, alcune delle quali poco rappresentate in tempi moderni e che ora sono tornate a far parte in piante stabile, nel quadro della cosiddetta Rossini renaissance, del repertorio delle maggiori opere liriche italiane.
L'orchestra istituzionale del ROF è l'Orchestra del Teatro Comunale di Bologna, anche se spesso sono ospitati complessi provenienti anche dall'estero, mentre le parti corali sono affidate abitualmente al Coro da Camera di Praga del maestro Lubomír Màtl.
Dal 2017 l'Orchestra del ROF è l'Orchestra Sinfonica Nazionale della RAI, mentre le parti corali sono affidate al coro del Teatro Ventidio Basso di Ascoli Piceno (Maestro Giovanni Farina) e al coro del Teatro della Fortuna (Maestro Mirca Rosciani).
Dall'edizione 2006 le rappresentazioni del Festival sono tenute, oltre che nella tradizionale sede del Teatro Rossini (Pesaro), nei due teatri allestiti all'Adriatic Arena (Pesaro), intitolata a Olympe Pélissier, seconda moglie del compositore. Negli anni seguenti l'ampliamento del numero di rappresentazioni ha reso necessario l'utilizzo anche dell'Auditorium Pedrotti, interno al Conservatorio Musicale del centro città, del Teatro Sperimentale e del nuovo Auditorium Scavolini in zona mare.
Spesso ci si riferisce al festival come alla "Piccola Bayreuth sull'Adriatico", ricollegando la manifestazione al celebre festival wagneriano di Bayreuth, per essere entrambi focalizzati su un singolo autore, per il carattere internazionale e luoghi di propulsione dello studio e approfondimento del compositore.
La prima stagione del 1980 venne inaugurata al Teatro Rossini il 28 agosto con La gazza ladra diretta da Gianandrea Gavazzeni nell'edizione critica della Fondazione Rossini, in collaborazione con Casa Ricordi, a cura di Alberto Zedda che il 3 settembre diresse all'Auditorium Pedrotti L'inganno felice con Sesto Bruscantini ed Enzo Dara.

## Stagioni
1980-1989
- 1980: La gazza ladra, L'inganno felice
- 1981: L'italiana in Algeri, La gazza ladra , La donna del lago
- 1982: Tancredi, L'Italiana in Algeri
- 1983: La donna del lago, Il turco in Italia, Mosè in Egitto
- 1984: Il viaggio a Reims, Le Comte Ory
- 1985: Maometto secondo, Il signor Bruschino, Mosè in Egitto
- 1986: Il turco in Italia, Bianca e Falliero, Le Comte Ory
- 1987: L'occasione fa il ladro, Ermione
- 1988: Otello, Il signor Bruschino, La scala di seta
- 1989: La gazza ladra, L'occasione fa il ladro, Bianca e Falliero

1990-1999
- 1990: La scala di seta, Ricciardo e Zoraide
- 1991: Tancredi, Otello, La cambiale di matrimonio
- 1992: Il barbiere di Siviglia, Semiramide, La scala di seta, Il viaggio a Reims
- 1993: Armida, Maometto secondo
- 1994: L'italiana in Algeri, Semiramide, L'inganno felice
- 1995: Guillaume Tell, La cambiale di matrimonio, Zelmira
- 1996: Ricciardo e Zoraide, L'occasione fa il ladro, Matilde di Shabran
- 1997: Moïse et Pharaon, Il signor Bruschino, Il barbiere di Siviglia
- 1998: Otello, La Cenerentola
- 1999: Adina, Tancredi, Il viaggio a Reims

2000-2009
- 2000: Le siège de Corinthe, La scala di seta, La Cenerentola
- 2001: La gazzetta, La donna del lago, Le Nozze di Teti e Peleo
- 2002: La pietra del paragone, L'equivoco stravagante, Il turco in Italia
- 2003: Semiramide, Adina, Le Comte Ory
- 2004: Tancredi, Elisabetta, Regina d'Inghilterra, Matilde di Shabran
- 2005: Bianca e Falliero, La gazzetta, Il barbiere di Siviglia
- 2006: Torvaldo e Dorliska, La cambiale di matrimonio, L'italiana in Algeri
- 2007: Otello, Il turco in Italia, La gazza ladra
- 2008: Ermione, L'equivoco stravagante, Maometto secondo
- 2009: Zelmira, La scala di seta, Le Comte Ory

2010-2019
- 2010: Sigismondo, Demetrio e Polibio, La Cenerentola
- 2011: Adelaide di Borgogna, Mosè in Egitto, La scala di seta
- 2012: Ciro in Babilonia, Matilde di Shabran, Il signor Bruschino
- 2013: L'italiana in Algeri, Guillaume Tell, L'occasione fa il ladro
- 2014: Armida, Il barbiere di Siviglia, Aureliano in Palmira
- 2015: La gazza ladra, La gazzetta, L'inganno felice
- 2016: La donna del lago, Il turco in Italia, Ciro in Babilonia
- 2017: Le siège de Corinthe, La pietra del paragone, Torvaldo e Dorliska
- 2018: Ricciardo e Zoraide, Adina, Il barbiere di Siviglia
- 2019: Semiramide, L'equivoco stravagante, Demetrio e Polibio

2020-2026
- 2020: La cambiale di matrimonio, Il viaggio a Reims
- 2021: Moïse et Pharaon, Il signor Bruschino, Elisabetta, Regina d'Inghilterra
- 2022: Le Comte Ory, La gazzetta, Otello
- 2023: Eduardo e Cristina, Aureliano in Palmira, Adelaide di Borgogna
- 2024: Bianca e Falliero, L'equivoco stravagante, Ermione, Il barbiere di Siviglia
- 2025: Zelmira, La cambiale di matrimonio, L'italiana in Algeri
- 2026: Le siège de Corinthe, L'occasione fa il ladro, La scala di seta